# Saeid Mourad Abdvali

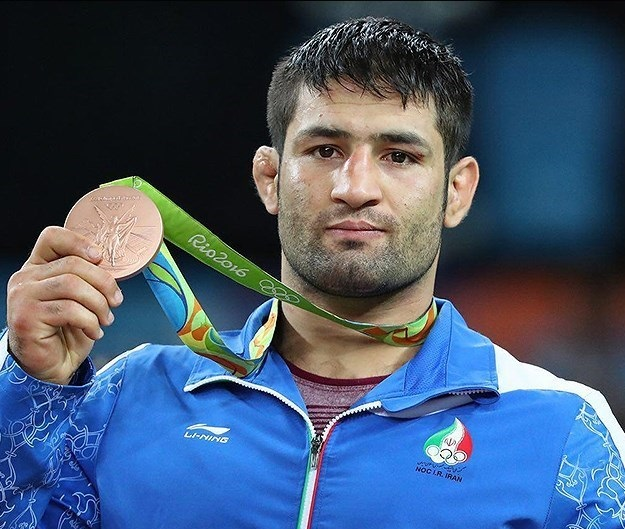
Saeid Mourad Abdvali

Saeid Mourad Abdvali (persisch سعید عبدولی, * 4. November 1989 in Andimeschk, Provinz Chuzestan) ist ein iranischer Ringer. Er wurde 2011 Weltmeister im griechisch-römischen Stil im Leichtgewicht und gewann bei den Olympischen Spielen 2016 in Rio de Janeiro in der gleichen Stilart im Weltergewicht eine Bronzemedaille.

## Werdegang
Saeid Mourad Abdvali begann als Jugendlicher im Jahre 2000 mit dem Ringen. Er konzentriert sich dabei auf den griechisch-römischen Stil. Er ist Angehöriger des Ringerclubs Shahada. Sein Trainer ist Mersa Ghalavand. Er ist Student und ringt bei einer Größe von 1,70 Metern bei den wichtigen Wettkämpfen im Leichtgewicht, der Gewichtsklasse bis 66 kg Körpergewicht.
Auf der internationalen Ringermatte erschien er erstmals im Jahre 2008. Er wurde dabei zunächst in Doha Asienmeister der Junioren und wenig später in Istanbul auch Junioren-Weltmeister, beide Male im Leichtgewicht. In Istanbul ließ er dabei so gute Ringer wie Aleksandar Maksimović, Serbien, Rafiq Hüseynov, Aserbaidschan und Migran Arutjunjan, Russland, hinter sich.
2009 wurde er erneut Junioren-Weltmeister und verwies dabei Migran Arutjunjan und Frank Stäbler aus Deutschland auf die Plätze. In diesem Jahr startete er auch erstmals bei den Senioren bei einer internationalen Meisterschaft. Er belegte dabei bei der Asienmeisterschaft in Pattaya den 3. Platz hinter Darchan Bajachmetow, Kasachstan und Hyuk Eaom, Südkorea. 2010 wurde Saeid Mourad Abdvali vom iranischen Ringerverband bei der Weltmeisterschaft in Moskau eingesetzt. Er bezwang dort in seinem ersten Kampf den Portugiesen Hugo Passos da Silva, verlor aber schon in seinem zweiten Kampf gegen den Ungarn Tamás Lőrincz, schied damit aus und landete auf dem 14. Platz. Ein Trostpflaster für ihn war dann der Sieg bei den Asienspielen 2010 in Guangzhou, wo er vor Darchan Bajachmetow, Tsumoto Fujimura, Japan und Sunil Kumar Rana aus Indien gewann.
Im Februar 2011 siegte er beim Welt-Cup in Minsk vor dem starken Südkoreaner Kim Hyeon-woo und Michail Semenow aus Belarus. Bei der Weltmeisterschaft 2011 in Istanbul feierte Saeid Mourad Abdvali dann den ersten großen Erfolg bei den Senioren. Er wurde mit Siegen über Mateusz Wanke, Polen, Frank Stäbler, Darchan Bajachmetow, Kim Hyeon-woo und Manuchar Taschadaia aus Georgien Weltmeister.
Im Jahre 2012 siegte er zur Vorbereitung auf die Olympischen Spiele in London bei einem Turnier in Qom vor Aschat Dilmuchamedow aus Kasachstan und seinem Landsmann Mehdi Mohammadi und beim Welt-Cup in Saransk vor Migran Arutjunjan, Jung Ji-hyun, Südkorea und Yerbol Koniratow aus Kasachstan. Bei den Olympischen Spielen siegte er im Leichtgewicht in seinem ersten Kampf gegen Atakan Yüksel aus der Türkei, verlor aber in seinem zweiten Kampf gegen den routinierten französischen Olympiasieger von 2008 Steeve Guénot. Da dieser das Finale nicht erreichte, schied er aus und landete auf dem für ihn enttäuschenden 11. Platz.
2013 leistete er seinen Militärdienst ab und startete bei der Militär-Weltmeisterschaft in Teheran, wo er im Weltergewicht den Titel gewann. 2014 gewann Saied Abdvali sowohl bei der Asienmeisterschaft in Almaty als auch bei den Asienspielen in Incheon im Weltergewicht jeweils eine Bronzemedaille. Bei den Weltmeisterschaften 2013 und 2014 war er nicht am Start.
Bei der Weltmeisterschaft 2015 in Las Vegas war er wieder dabei und startete in der neuen Gewichtsklasse bis 75 kg. Er kam dort zunächst zu Siegen über Nurbek Charischbekow, Usbekistan, Pascal Eisele, Deutschland und Surabi Datunaschwili, Georgien, verlor dann aber gegen Mark Overgaard Madsen aus Dänemark und gegen Andrew Bisek aus den Vereinigten Staaten und kam damit auf den 5. Platz.
Dieser Platz war ausreichend, um sie für die Teilnahme an den Olympischen Spielen 2016 in Rio de Janeiro zu qualifizieren. In Rio traf Saeid Mourad Abdvali gleich in der 1. Runde auf seinen Angstgegner Mark Overgaard Madsen und verlor gegen diesen prompt wieder. Da Madsen das Finale erreichte, konnte Saied Mourad Abdvali in der Trostrunde weiterringen und sich dort mit Siegen über Viktor Nemeš, Serbien und Peter Bacsi, Ungarn noch eine Bronzemedaille sichern.
2017 war er wieder bei der Weltmeisterschaft, die in Paris stattfand, in der Gewichtsklasse bis 75 kg am Start. Er verlor in Paris wieder seinen ersten Kampf gegen Viktor Nemeš, konnte aber wieder in der Trostrunde weiterringen und sich mit Siegen über Maksat Jereschepow, Kasachstan, Karapet Chaljan, Armenien und Kasbek Kilow, Belarus, eine Bronzemedaille sichern.
Bei der Weltmeisterschaft 2018 in Budapest startete Saeid Mourad Abdvali erstmals in der Gewichtsklasse bis 82 kg Körpergewicht. Er siegte dort über Edgar Babajan, Polen, Lasha Gobadse, Georgien und Rafik Huseinow, Aserbaidschan, unterlag im Halbfinale gegen Emrah Kus aus der Türkei und verlor auch den Kampf um eine Bronzemedaille gegen den Titelverteidiger von 2017 Maksim Manukjan aus Armenien. Er kam damit auf den 5. Platz.
Neben den Starts an den Einzelmeisterschaften startete Saeid Mourad Abdvali in den letzten Jahren regelmäßig sehr erfolgreich in der iranischen Nationalmannschaft bei den Mannschafts-Welt-Cups und den Club-Weltmeisterschaften.
2019 wurde er im chinesischen Xi’an Asienmeister in der Gewichtsklasse bis 82 kg. Auf dem Weg zu diesem Erfolg besiegte er Maxat Jereschepow, Kasachstan, Jalgasbay Berdimuratow, Usbekistan und Harpreet Singh, Indien.

## Internationale Erfolge
| Jahr | Platz  | Wettbewerb                                             | Gewichtsklasse | Erfolge |
| 2008 | 1.     | Asiatische Junioren-Meisterschaft in Doha              | Leicht         | vor Eldar Kairatow, Kasachstan und Yuji Okamoto, Japan |
| 2008 | 1.     | Junioren-WM in Istanbul                                | Leicht         | vor Aleksandar Maksimoic, Serbien, Rafiq Huseynov, Aserbaidschan und Migran Arutjunjan, Russland                                                                       |
| 2009 | 3.     | Asien-Meisterschaft in Pattaya                         | Leicht         | hinter Darchan Bajachmetow, Kasachstan und Hyuk Eom, Südkorea |
| 2009 | 3.     | Asiatische Junioren-Meisterschaft in Manila            | Welter         | hinter Darchan Bajachmetow und Temirlan Salawatuulu, Kirgisistan |
| 2009 | 1.     | Junioren-WM in Ankara                                  | Leicht         | vor Migran Arutjunjan, Frank Stäbler, Deutschland und Hovhannes Wardereschjan, Armenien                                                                                |
| 2010 | 1.     | Welt-Cup in Jerewan                                    | Leicht         | vor Arman Adikjan, Armenien, Antoni Mamageischwili, Georgien und Balint Korpasi, Ungarn                                                                                |
| 2010 | 14.    | WM in Moskau                                           | Leicht         | nach einem Sieg über Hugo Passos da Silva, Portugal und einer Niederlage gegen Tamás Lőrincz, Ungarn                                                                   |
| 2010 | 1.     | Asien-Spiele in Guangzhou                              | Leicht         | vor Darchan Bajachmetow, Tsumoto Fujimura, Japan und Sunil Kumar Rana, Indien                                                                                          |
| 2011 | 1.     | Welt-Cup in Minsk                                      | Leicht         | vor Kim Hyeon-woo, Südkorea, Michail Semenow, Belarus und Alexi Bell Caballero, Kuba                                                                                   |
| 2011 | 3.     | Givi Kartosija & Wachtang Balawadse-Memorial in Tiflis | Welter         | hinter Farhad Alizadeh, Iran und Manuchar Kwirkwelia, Georgien |
| 2011 | 1.     | WM in Istanbul                                         | Leicht         | nach Siegen über Mateusz Wanke, Polen, Frank Stäbler, Darchan Bajachmetow, Kim Hyeon-woo und Manuchar Tschadaia, Georgien                                              |
| 2012 | 1.     | Yadegar Imam-Cup in Qom                                | Welter         | vor Aschat Dilmuchamedow, Kasachstan und Mehdi Mohammadi, Iran |
| 2012 | 1.     | Welt-Cup in Saransk                                    | Leicht         | vor Migran Arutjunjan, Jung Ji-hyun, Südkorea und Yerbol Koniratow, Kasachstan                                                                                         |
| 2012 | 11.    | OS in London                                           | Leicht         | nach einem Sieg über Atakan Yüksel, Türkei und einer Niederlage gegen Steeve Guénot, Frankreich                                                                        |
| 2013 | 1.     | Yadegar-Imam-Cup in Teheran                            | Welter         | vor Ilija Gulbataschwili, Georgien, Timur Umarow, Aserbaidschan und Osman Kose, Türkei                                                                                 |
| 2013 | 1.     | Militär-WM in Teheran                                  | Welter         | vor Daulet Schadirayew, Kasachstan, Ewgeni Pyschkow, Ukraine und Veli-Kari Suominen, Finnland                                                                          |
| 2014 | 1.     | Yadegar-Iman-Cup in Teheran                            | Welter         | vor Rafik Manukjan, Armenien, Takehiro Kanabuko, Japan und Robert Patrick Rosengren, Schweden                                                                          |
| 2014 | 2.     | Golden-Grand-Prix in Szombathely                       | Welter         | hinter Mark Overgaard Madsen, Dänemark, vor Viktor Nemeš, Serbien und Surabi Datunaschwili, Georgien                                                                   |
| 2014 | 3.     | Asienmeisterschaft in Almaty                           | Welter         | hinter Kim Hyeon-woo, Südkorea und Takehiro Kanakubo |
| 2014 | 3.     | Asienspiele in Incheon                                 | Welter         | hinter Jung Ji-hyun, Südkorea und Dilschod Turdijew, Usbekistan |
| 2015 | 5.     | WM in Las Vegas                                        | bis 75 kg      | nach Siegen über Nurbek Chasimbekow, Usbekistan, Pascal Eisele, Deutschland und Surabi Datunaschwili und Niederlagen gegen Mark Overgaard Madsen und Andrew Bisek, USA |
| 2016 | 1.     | Takhti-Cup in Teheran                                  | bis 75 kg      | vor Jamal Esmaili, Payam Abdeh Saleh Bouyeri Payani und Ali Norouzi, alle Iran                                                                                         |
| 2016 | Bronze | OS in Rio de Janeiro                                   | bis 75 kg      | nach einer Niederlage gegen Mark Overgaard Madsen und Siegen über Viktor Nemeš und Peter Bacsi, Ungarn                                                                 |
| 2017 | 3.     | WM in Paris                                            | bis 75 kg      | nach einer Niederlage gegen Viktor Nemes und Siegen über Maksat Jereschepow, Kasachstan, Karapet Chaljan, Armenien und Kasbek Kilow, Belarus                           |
| 2018 | 5.     | WM in Budapest                                         | bis 82 kg      | nach Siegen über Edgar Babajan, Polen, Lsha Gobadse, Georgien und Rafik Huseinow, Aserbaidschan und Niederlagen gegen Emrah Kus, Türkei und Maksim Manukjan, Armenien  |
| 2019 | 3.     | "Vehbi-Emre" & "Hamit-Kaplan"-Memorial in Istanbul     | bis 82 kg      | hinter Wiktor Sasunowski, Belarus und Burhan Akbudak, Türkei |
| 2019 | 1.     | Asienmeisterschaft in Xi’an, China                     | bis 82 kg      | nach Siegen über Maxar Jereschepow, Kasachstan, Jalgasbay Berdimuratow, Usbekistan und Harpreet Singh, Indien                                                          |

## Erläuterungen
- alle Wettkämpfe im griechisch-römischen Stil
- OS = Olympische Spiele, WM = Weltmeisterschaft
- Leichtgewicht, Gewichtsklasse bis 66 kg, Weltergewicht, bis 74 kg Körpergewicht (bis 2014); nach 2014 erfolgten in rascher Folge mehrere Gewichtsklassen-Reformen durch den internationalen Ringer-Verband (UWW), bei denen auch neue Gewichtsklassen eingefügt wurden. Eine Benennung der Gewichtsklassen mit Namen, wie es seit Bestehen des Ringens üblich war, ist deshalb nicht mehr möglich